# Плеши (Алба)
Плеши (рум. Pleși) насеље је у Румунији у округу Алба у општини Сасчори. Oпштина се налази на надморској висини од 983 m.

## Становништво
Према подацима из 2002. године у насељу је живело 132 становника, од којих су сви румунске националности.